# Solanum leptocaulon
Solanum leptocaulon là loài thực vật có hoa trong họ Cà. Loài này được Van Heurck & Müll. Arg. miêu tả khoa học đầu tiên năm 1870.